# Liste der Kulturdenkmäler in Marburg Gesamtanlage 10: Biegenviertel
Die folgende Liste enthält die in der Denkmaltopographie ausgewiesenen Kulturdenkmäler auf dem Gebiet des Ortsteils Biegenviertel der  Stadt Marburg, Landkreis Marburg-Biedenkopf, Hessen.
Hinweis: Die Reihenfolge der Denkmäler in dieser Liste orientiert sich an der Anschrift, alternativ ist sie auch nach der Bezeichnung oder der Bauzeit sortierbar.
Kulturdenkmäler werden fortlaufend im Denkmalverzeichnis des Landes Hessen durch das Landesamt für Denkmalpflege Hessen auf Basis des Hessischen Denkmalschutzgesetzes (HDSchG) geführt. Die Schutzwürdigkeit eines Kulturdenkmals hängt nicht von der Eintragung in das Denkmalverzeichnis des Landes Hessen oder der Veröffentlichung in der Denkmaltopographie ab.

Diese Liste ist Teil der Liste der Kulturdenkmäler in Marburg.

## Gesamtanlage 10: Biegenviertel
| Bild                                                                              | Bezeichnung                                                                       | Lage | Beschreibung                | Bauzeit | Daten |
| --------------------------------------------------------------------------------- | --------------------------------------------------------------------------------- | --- | --------------------------- | ------- | ----- |
| Bild gesucht BW                                                                   | Gesamtanlage 10, Biegenviertel                                                    | Marburg, Biegenstraße, Bunsenstraße, Deutschhausstraße, Gerhard-Jahn-Platz, Heusingerstraße, Johannes-Müller-Straße, Pilgrimstein, Botanischer Garten, Savignystraße, Uferstraße, Wolffstraße Lage |                             |         |       |
| Bild gesucht BW                                                                   | Wohnhaus                                                                          | Marburg, Biegenstraße 6 LageFlur: 6, Flurstück: 31/6 |                             | 1902    |       |
| Ehemaliges Finanzamt                                                              | Ehemaliges Finanzamt                                                              | Marburg, Biegenstraße 9 LageFlur: 6, Flurstück: 17/1 |                             | 1923/24 |       |
| Bild gesucht BW                                                                   | Universitätsverwaltung                                                            | Marburg, Biegenstraße 10/12 LageFlur: 6, Flurstück: 36/7 |                             | 1958–61 |       |
| Bild gesucht BW                                                                   | Auditorium Maximum                                                                | Marburg, Biegenstraße 10/12 LageFlur: 6, Flurstück: 36/7 |                             | 1960–94 |       |
| Kunstgebäude der Philipps-Universität Marburg, Brunnen, Gartenanlage mit Skulptur | Kunstgebäude der Philipps-Universität Marburg, Brunnen, Gartenanlage mit Skulptur | Marburg, Biegenstraße 11 LageFlur: 6, Flurstück: 17/3 | Ehem. Ernst-von-Hülsen-Haus | 1927    |       |
| Bild gesucht BW                                                                   | Denkmal                                                                           | Marburg, Biegenstraße 15 LageFlur: 6, Flurstück: 320/17 |                             | 1927    |       |
| Katholische Pfarrkirche St. Peter und Paul                                        | Katholische Pfarrkirche St. Peter und Paul                                        | Marburg, Biegenstraße 18 LageFlur: 5, Flurstück: 14/64 |                             | 1957–59 |       |
| Wohnhaus                                                                          | Wohnhaus                                                                          | Marburg, Biegenstraße 19 LageFlur: 5, Flurstück: 238/39 |                             | 1908    |       |
| Bild gesucht BW                                                                   | Doppelwohnhaus                                                                    | Marburg, Biegenstraße 20/20 ½ LageFlur: 5, Flurstück: 322/14, 323/14 |                             | 1906/07 |       |
| Bild gesucht BW                                                                   | Doppelwohnhaus                                                                    | Marburg, Biegenstraße 22/24 LageFlur: 5, Flurstück: 320/14, 321/14 |                             | 1904    |       |
| Wohnhaus                                                                          | Wohnhaus                                                                          | Marburg, Biegenstraße 23 LageFlur: 5, Flurstück: 502/14 |                             | 1899    |       |
| Bild gesucht BW                                                                   | Doppelwohnhaus                                                                    | Marburg, Biegenstraße 26/28 LageFlur: 5, Flurstück: 250/14, 251/14 |                             | 1903    |       |
| Wohnhaus                                                                          | Wohnhaus                                                                          | Marburg, Biegenstraße 27 LageFlur: 5, Flurstück: 341/14 |                             | 1907    |       |
| Wohnhaus                                                                          | Wohnhaus                                                                          | Marburg, Biegenstraße 29 LageFlur: 5, Flurstück: 340/14 |                             | 1907    |       |
| Bild gesucht BW                                                                   | Doppelwohnhaus                                                                    | Marburg, Biegenstraße 30/32 LageFlur: 5, Flurstück: 239/14, 240/14 |                             | 1902    |       |
| Wohnhaus                                                                          | Wohnhaus                                                                          | Marburg, Biegenstraße 31 LageFlur: 5, Flurstück: 339/14 |                             | 1907    |       |
| Wohnhaus                                                                          | Wohnhaus                                                                          | Marburg, Biegenstraße 33 LageFlur: 5, Flurstück: 338/14 |                             | 1907    |       |
| Bild gesucht BW                                                                   | Doppelwohnhaus                                                                    | Marburg, Biegenstraße 34/36 LageFlur: 5, Flurstück: 215/14, 216/14 |                             | 1901    |       |
| Bild gesucht BW                                                                   | Doppelwohnhaus                                                                    | Marburg, Biegenstraße 38/40 LageFlur: 5, Flurstück: 206/14, 207/14 |                             | 1901    |       |
| Bild gesucht BW                                                                   | Doppelwohnhaus                                                                    | Marburg, Biegenstraße 42/44 LageFlur: 5, Flurstück: 200/14, 14/114 |                             | 1900    |       |
| Doppelwohnhaus                                                                    | Doppelwohnhaus                                                                    | Marburg, Biegenstraße 43 LageFlur: 5, Flurstück: 325/14 |                             | 1908    |       |
| Doppelwohnhaus                                                                    | Doppelwohnhaus                                                                    | Marburg, Biegenstraße 45 LageFlur: 5, Flurstück: 324/14 |                             | 1908    |       |
| Wohnhaus                                                                          | Wohnhaus                                                                          | Marburg, Biegenstraße 46 LageFlur: 5, Flurstück: 350/14 |                             | 1910    |       |
| Bild gesucht BW                                                                   | Wohnhaus                                                                          | Marburg, Biegenstraße 48 LageFlur: 5, Flurstück: 351/14 |                             | 1910    |       |
| Bild gesucht BW                                                                   | Wohn- und Geschäftshaus                                                           | Marburg, Biegenstraße 49/Deutschhausstraße 35 LageFlur: 5, Flurstück: 481/14 |                             | 1927    |       |
| Bild gesucht BW                                                                   | Wohnhaus                                                                          | Marburg, Biegenstraße 50 LageFlur: 5, Flurstück: 352/14 |                             | 1910    |       |
| Wohnhaus                                                                          | Wohnhaus                                                                          | Marburg, Biegenstraße 51 LageFlur: 5, Flurstück: 396/14 |                             | 1912    |       |
| Bild gesucht BW                                                                   | Wohnhaus                                                                          | Marburg, Biegenstraße 52 LageFlur: 5, Flurstück: 14/48 |                             | 1912/13 |       |
| Wohnhaus                                                                          | Wohnhaus                                                                          | Marburg, Biegenstraße 53 LageFlur: 5, Flurstück: 395/14 |                             | 1912    |       |
| Ehemaliges Hotelrestaurant                                                        | Ehemaliges Hotelrestaurant                                                        | Marburg, Bunsenstraße 1 LageFlur: 5, Flurstück: 201/22 |                             | 1900    |       |
| Wohnhaus                                                                          | Wohnhaus                                                                          | Marburg, Bunsenstraße 9 LageFlur: 5, Flurstück: 288/22 |                             | 1905    |       |
| Brücke über den Mühlgraben                                                        | Brücke über den Mühlgraben                                                        | Marburg, Bunsenstraße o. Nr. LageFlur: 5, Flurstück: 3/12 |                             | 1897–99 |       |
| Klinikumsapotheke                                                                 | Klinikumsapotheke                                                                 | Marburg, Deutschhausstraße 11 LageFlur: 5, Flurstück: 334/22 |                             | 1908    |       |
| Klinikumsapotheke                                                                 | Klinikumsapotheke                                                                 | Marburg, Deutschhausstraße 13 LageFlur: 5, Flurstück: 333/22 |                             | 1908    |       |
| Bild gesucht BW                                                                   | Alter Botanischer Garten, Stützmauer                                              | Marburg, Deutschhausstraße 17a-c LageFlur: 5, Flurstück: 15/6 |                             | 1811–14 |       |
| Institut für Pharmazeutische Biologie, ehemaliges Sammlungshaus                   | Institut für Pharmazeutische Biologie, ehemaliges Sammlungshaus                   | Marburg, Deutschhausstraße 17a LageFlur: 5, Flurstück: 363/15 |                             | 1875–77 |       |
| Bild gesucht BW                                                                   | Ehem. Verwaltungshaus des Botanischen Gartens                                     | Marburg, Deutschhausstraße 17c LageFlur: 5, Flurstück: 361/15 |                             | 1865    |       |
| Wohnhaus                                                                          | Wohnhaus                                                                          | Marburg, Deutschhausstraße 18 LageFlur: 5, Flurstück: 289/22 |                             | 1905    |       |
| Bild gesucht BW                                                                   | Wohnhaus                                                                          | Marburg, Deutschhausstraße 19 LageFlur: 5, Flurstück: 22/22 |                             | 1902/03 |       |
| Druckereianbau                                                                    | Druckereianbau                                                                    | Marburg, Deutschhausstraße 19a LageFlur: 5, Flurstück: 22/22 |                             | 1902/03 |       |
| Wohnhaus                                                                          | Wohnhaus                                                                          | Marburg, Deutschhausstraße 20 LageFlur: 5, Flurstück: 267/22 |                             | 1903    |       |
| Bild gesucht BW                                                                   | Wohnhaus                                                                          | Marburg, Deutschhausstraße 21 LageFlur: 5, Flurstück: 309/22 |                             | 1911    |       |
| Wohnhaus                                                                          | Wohnhaus                                                                          | Marburg, Deutschhausstraße 22 LageFlur: 5, Flurstück: 247/22 |                             | 1903    |       |
| Mehrfamilienwohnhaus                                                              | Mehrfamilienwohnhaus                                                              | Marburg, Deutschhausstraße 24 LageFlur: 5, Flurstück: 22/11 |                             | 1901    |       |
| Pfarrhaus                                                                         | Pfarrhaus                                                                         | Marburg, Deutschhausstraße 26 LageFlur: 5, Flurstück: 192/22 |                             | 1899    |       |
| Wohnhaus                                                                          | Wohnhaus                                                                          | Marburg, Deutschhausstraße 28 LageFlur: 5, Flurstück: 500/14 |                             | 1904    |       |
| Bild gesucht BW                                                                   | Wohnhaus                                                                          | Marburg, Deutschhausstraße 29 LageFlur: 5, Flurstück: 348/14 |                             | 1906/08 |       |
| Wohnhaus                                                                          | Wohnhaus                                                                          | Marburg, Deutschhausstraße 30 LageFlur: 5, Flurstück: 203/14 |                             | 1898    |       |
| Wohnhaus                                                                          | Wohnhaus                                                                          | Marburg, Deutschhausstraße 32 LageFlur: 5, Flurstück: 204/14 |                             | 1898    |       |
| Wohnhaus                                                                          | Wohnhaus                                                                          | Marburg, Deutschhausstraße 34 LageFlur: 5, Flurstück: 230/14 |                             | 1902/03 |       |
| Wohnhaus                                                                          | Wohnhaus                                                                          | Marburg, Deutschhausstraße 36 LageFlur: 5, Flurstück: 231/14 |                             | 1902/03 |       |
| Wohnhaus                                                                          | Wohnhaus                                                                          | Marburg, Deutschhausstraße 38 LageFlur: 5, Flurstück: 313/14 |                             | 1906    |       |
| Wohnhaus                                                                          | Wohnhaus                                                                          | Marburg, Deutschhausstraße 44 LageFlur: 5, Flurstück: 315/14 |                             | 1906    |       |
| Wohnhaus                                                                          | Wohnhaus                                                                          | Marburg, Deutschhausstraße 46 LageFlur: 5, Flurstück: 359/14 |                             | 1909/10 |       |
| Wohnhaus                                                                          | Wohnhaus                                                                          | Marburg, Deutschhausstraße 48 LageFlur: 5, Flurstück: 366/14 |                             | 1910    |       |
| Bild gesucht BW                                                                   | Gartenhaus                                                                        | Marburg, Gerhard-Jahn-Platz 3 LageFlur: 6, Flurstück: 21/17 |                             | 1830    |       |
| Wohn- und Geschäftshaus                                                           | Wohn- und Geschäftshaus                                                           | Marburg, Pilgrimstein 25 LageFlur: 6, Flurstück: 29/9 |                             | 1905    |       |
| Bild gesucht BW                                                                   | Martin-Luther-Schule                                                              | Marburg, Savignystraße 2 LageFlur: 6, Flurstück: 322/17 |                             | 1899    |       |
| Bild gesucht BW                                                                   | Wohnhäuser                                                                        | Marburg, Savignystraße 7/9/11 LageFlur: 6, Flurstück: 182/40, 183/40, 184/40 |                             | 1903    |       |
| Bild gesucht BW                                                                   | Wohnhaus                                                                          | Marburg, Savignystraße 13 LageFlur: 6, Flurstück: 231/39 |                             | 1906    |       |
| Wohnhaus                                                                          | Wohnhaus                                                                          | Marburg, Savignystraße 21 LageFlur: 6, Flurstück: 232/39 |                             | 1908    |       |
| Bild gesucht BW                                                                   | Wohnhaus                                                                          | Marburg, Uferstraße 2 LageFlur: 5, Flurstück: 266/22 |                             | 1905    |       |
| Bild gesucht BW                                                                   | Wohnhäuser                                                                        | Marburg, Uferstraße 6/7/8/9/10 LageFlur: 5, Flurstück: 499/14, 387/14, 388/14, 389/14, 390/14 |                             | 1911    |       |
| Wohnhaus                                                                          | Wohnhaus                                                                          | Marburg, Uferstraße 10a LageFlur: 5, Flurstück: 406/14 |                             | 1912/13 |       |
| Wohnhaus                                                                          | Wohnhaus                                                                          | Marburg, Uferstraße 11 LageFlur: 5, Flurstück: 398/14 |                             | 1910/11 |       |
| Wohnhaus                                                                          | Wohnhaus                                                                          | Marburg, Uferstraße 12 LageFlur: 5, Flurstück: 399/14 |                             | 1910/11 |       |
| Wohnhaus                                                                          | Wohnhaus                                                                          | Marburg, Uferstraße 13 LageFlur: 5, Flurstück: 400/14 |                             | 1910/11 |       |
| Wohnhaus                                                                          | Wohnhaus                                                                          | Marburg, Uferstraße 14 LageFlur: 5, Flurstück: 401/14 |                             | 1910/11 |       |
| Wohnhaus                                                                          | Wohnhaus                                                                          | Marburg, Uferstraße 15 LageFlur: 5, Flurstück: 367/14 |                             | 1910/11 |       |
| Friedrich-Ebert-Schule                                                            | Friedrich-Ebert-Schule                                                            | Marburg, Uferstraße 18 LageFlur: 5, Flurstück: 372/14 |                             | 1904–06 |       |
| Bild gesucht BW                                                                   | Ehem. Verwaltungsgebäude der EAM                                                  | Marburg, Uferstraße 20 LageFlur: 6, Flurstück: 41/4 |                             | 1956/57 |       |